# Laas (Loiret)
Laas település Franciaországban, Loiret megyében. Lakosainak száma 241 fő (2022. január 1.). Laas Pithiviers-le-Vieil, Ascoux, Bouzonville-aux-Bois, Escrennes, Mareau-aux-Bois és Vrigny községekkel határos.

## Népesség
A település népességének változása:
| Lakosok száma | 166  | 143  | 154  | 190  | 229  | 232  | 236  | 236  | 238  | 241  |
|               | 1968 | 1982 | 1990 | 2006 | 2013 | 2015 | 2017 | 2019 | 2020 | 2022 |